# سینا (یمن)
سینا (به عربی: سینا) یک منطقهٔ مسکونی در یمن است که در استان حضرموت واقع شده‌است.